# Karl Markus Michel
Karl Markus Michel (Hong Kong, 4 de septiembre de 1929-Berlín, 15 de noviembre de 2000) fue un escritor alemán.

## Vida
Karl Markus Michel fue hijo de un misionero alemán. Pasó su infancia y su juventud en Darmstadt. Después del bachillerato estudió germanística, filosofía, sociología e historia del arte en Munich y Fráncfort del Meno. Preparó una tesis doctoral sobre Franz Kafka que no llegó a escribir. Desde 1955 hasta 1958 estuvo en el Instituto de Investigación Social de Fráncfort del Meno y al mismo tiempo empezó a publicar colaboraciones con revistas como el Frankfurter Hefte.
Después de su matrimonio con Eva Moldenhauer se fue en el año 1958 a trabajar como redactor de piezas radiofónicas a la Hessischer Rundfunk, puesto que ocupó hasta 1961. Ese mismo año fue lector de la editorial Suhrkamp, donde se ocupó al principio, con la colaboración de Walter Boehlich, del programa literario; a mediados de la década de 1960 se encargó del programa científico.
En 1965, junto con Hans Magnus Enzensberger, fue cofundador de la revista cultural Kursbuch. En 1976 dejó la editorial Suhrkamp y fundó junto con Axel Rütters la editorial Syndikat, que funcionó hasta el año 1986. En 1980 formó parte de la redacción en Munich de la revista fundada por Enzensberger TransAtlantik. En 1983 se trasladó a Berlín donde falleció en el año 2000 debido a un cáncer.

## Obra
Se hizo famoso por dos volúmenes de su obra Die sprachlose Intelligenz. Recibió el premio Heinrich Mann en el año 1998 por todo su trabajo. Sus ensayos -unos cincuenta- han aparecido en distintos periódicos y revistas.

### Libros y artículos
- Die sprachlose Intelligenz I. (1965)
- Die sprachlose Intelligenz II (1966)
- Die sprachlose Intelligenz III (1967)
- Ein Kranz für die Literatur. Fünf Variationen über eine These (1968)
- Herrschaftsfreie Institutionen? (1969)
- Die sprachlose Intelligenz (1968))
- Wer wann warum politisch wird - und wozu. Ein Beispiel für die Unwissenheit der Wissenschaft (1971)
- Untertänige Bitte um die Wiedereinführung der Zensur (1975)
- Unser Alltag. Nachruf zu Lebzeiten (1975)
- Wir Überbauarbeiter. Ein Brief an mich und Meinesgleichen (1976)
- Schön sinnlich. Über den Teufel und Seinesgleichen, das Fummeln, Schnüffeln und anderen Kitzel (1977)
- Jeder für sich. Sektiererisches über Individuum und Gemeinschaft (1979)
- Die Verführung. Schicksal einer abendländischen Geste (1980)
- Kasuistik - die Tugend der Sünde (1980)
- Versuch, die „Ästhetische Theorie“ zu verstehen (1980)
- Auf freiem Grund mit freiem Volke stehn. Überlegungen zum Grundgesetz (1981)
- Hab Sonne im Herzen. Über ein theoretisches Defizit (1981)
- Über den Dataismus (1981)
- Unsere Wenigkeit. Nachforschungen über den Verbleib des deutschen Geistes (1982)
- Die Eule der Minerva in der Götzendämmerung (1982)
- Die Macht der letzten Dinge (1982)
- Die Herrschaft der neuen Glaubwürdigkeit (1983)
- Abschied von der Moderne? Eine Komödie (1983)
- Ein Reich? Entwurf der Wiedervereinigung (1984)
- „Man sollte die hohen Herren bewundern“. Karl Markus Michel über den Schriftsteller und Ethnologen Victor Segalen (1984)
- Grips und Chips (1984)
- Draußen im Lande. Juni-Briefe 84 (1984)
- Der Butzen vom Apfel des Paris. Rückblick auf die Urteilskraft (1985)
- Zivilschutzbefohlen (1985)
- Irre Grün (1985)
- Im Bauch des Wals. Abgesang auf die gesunde Persönlichkeit (1985)
- Wie der Geist sich regt. Kulturnotizen in bewegten Sequenzen (1985)
- Nichts dazutun, nichts weglassen - alles wenden! Das Buch der Bücher: das Rätsel der Rätsel (1985)
- Vom Leib der Engel. Von den Frauen oder wenn alle Männer Engel wären (1986)
- Die Stunde der Sirenen. Vom Niedergang des Logozentrismus (1986)
- Grüße aus dem Jenseits. Ein Forschungsbericht (1986)
- Der Schmerz (1986)
- Bis daß der Tod… Aus den Archiven des Jüngsten Gerichts (1987)
- Die Pest in der Stadt (1987)
- Die Magie des Ortes. Über den Wunsch nach authentischen Gedenkstätten und die Liebe zu Ruinen (1987)
- Sprache des Sprachlosen im Beinhaus der Natur (1987)
- Rückkehr zur Fassade (1987)
- Die Mitte (1987)
- Alles Theater (1988)
- 35 Schritte Distanz - 15 Schritte Barriere. Ein unzeitgemäßes Plädoyer für die Ehre (1988)
- Der Ruf nach dem Geist. Ein Rundblick auf die akademische Szene (1988)
- Der Ruf nach dem Geist (1988)
- Lob der Fälschung (1988)
- Alte Meister, einstürzende Neubauten. Bleiben die Jungen in ihrer Ex & Hopp-Kultur stecken?(1988)
- Von Eulen, Engeln und Sirenen (1988)
- Identität als Fassade. Rede an die Denkmalschützer (1989)
- Zwischen Himmel und Erde. Ein Geisterzug (1989)
- Orkustour (1989)
- Ist der Sozialismus am Ende? (1989)
- Vorsicht-Die Bürger kommen (1990)
- Einführung in ein Ärgernis (1990)
- Heiliger Lukas! Kritik der Kunstkritik (1990)
- Gesichter. Physiognomische Streifzüge (1990)
- Die Menschheitsfalle (1991)
- Zierrat, Fetisch, Bluff. Eine Revue des schönen Scheins (1991)
- Heldendämmerung. Die Schicksale der Grandiosität (1992)
- Liebknechts Ballon. Oder die Vergangenheit, als Denkmal dargestellt am Beispiel Berlins (1993)
- Das Fähnchen. Kleine Kasuistik der Kollaboration (1994)
- Volk im Raum. Ausblicke auf eine Topographie (1994)
- Die Kopfgeburt (1996)
- Der klassische Zopf (1996)
- Der schwarzsamtene Oberrock. Über die kulturelle Ausstattung des Mannes (1997)
- Leib an Leib. Über die Schrecken der Nähe (1997)
- Honig und Wachs - Über die alltägliche Paradoxie unserer Kultur(1998)
- Winifred und Wolf (1998, junto con Hans-Georg Behr)
- Die Vollstreckung. Über das kulturelle Erbe West (1999)
- Kopfnoten für die Republik. Sieben Stationen der allmählichen Verbesserung unseres Landes (2000)
- Der Patient ist das Phantom (2000)

### Reseñas
- Nun sprecht mal schön!, sobre la obra de Jürgen Habermas Theorie des kommunikativen Handelns (1982)
- Frecher Spott und kalte Häme, sobre la obra de Peter Sloterdijk Kritik der zynischen Vernunft (1983)
- Das Testament des Henkers, sobre la obra de Henri Sanson Tagebücher der Henker von Paris 1685-1847 (1983)
- Gelästertes Möbel, sobre la obra de Harold Stern Die Couch (1983)
- Geliebte Monstren, sobre la obra de Stephan Oettermann Die Schaulust am Elefanten (1983)
- Das falsche Los, sobre la obra de Ernst W.Heine Kille Kille. Makabre Geschichten (1983)
- Lachende Propheten, sobre la obra de Rinjing Dorje, Addison G.Smith y Hans-Georg Behr Die tolldreisten Geschichten von Onkel Tompa (1983)
- Unbekümmert um Leichen der Logik, sobre la obra de Carlos Fuentes La cabeza de la hidra (1983)
- Reportagen eines Querkopfs, sobre la obra de Niklaus Meienberg Vorspiegelung wahrer Tatsachen (1983)
- Der Schuß von der Terrasse, sobre la obra de Hans Weigold Eines der verwunschenen Häuser (1983)
- Reif für die Biokratie, sobre la obra de Dieter Duhm Aufbruch zur Neuen Kultur (1983)

### Edición
- Robert Musil: Aus den Tagebüchern (1963)
- Politische Katechismen (1966)
- Georg Wilhelm Friedrich Hegel. Werke in 20 Bänden. Auf der Grundlage der Werke von 1832 bis 1845 neu edierte Ausgabe